# Leptosema uniflorum
Leptosema uniflorum är en ärtväxtart som först beskrevs av George Bentham, och fick sitt nu gällande namn av Michael Douglas Crisp. Leptosema uniflorum ingår i släktet Leptosema och familjen ärtväxter. Inga underarter finns listade i Catalogue of Life.